# ستورم
ستورم (بالإنجليزية: Storm ومعناها: العاصفة)‏ هي شخصية من شخصيات قصص إكس-من الظاهرة في مارفل كومكس، وفي قصص ذا أفينجرز وأيضا في قصص فانتاستيك فور .
اسمها الحقيقي هو أورورو إكوادي أو أورورو مونرو (بالإنجليزية: Ororo Iquadi أو Ororo Munroe)‏ وهي تستطيع أن تغير الطقس وتستطيع الطيران .